# Evangelische Ewe-Kirche
Die Evangelische Ewe-Kirche wurde 1922 als unabhängige Kirche in Togo und Ost-Ghana gegründet. 

## Geschichte
Die Ewe-Kirche war 1847 von deutschen Missionaren ins Leben gerufen worden. Ausgangspunkt der christlichen Mission war die Volta-Region mit dem dort ansässigen Ewe-Volk. Die erste Gemeinde auf dem Gebiet des heutigen Togo wurde 1893 gegründet (Mission Tove). Die beiden Teile der unabhängigen, 1922 gegründeten Evangelischen Ewe-Kirche, die Eglise Evangélique Presbytérienne du Togo (EEPT) und die E. P. Church (Evangelical Presbyterian Church, Ghana), beziehen sich bis heute auf das Jahr 1893 als Gründungsjahr ihrer Kirchen. 
Schon in den 1860er Jahren setzte sich der Inspektor der Norddeutschen Mission, Franz Michael Zahn, für den Gebrauch der Sprache der Ewe und die Selbständigkeit der Ewe-Kirche auf dem Gebiet des heutigen Ghana ein. Bereits in den 1890er Jahren förderte die Norddeutsche Mission die Ewe-Kultur, indem sie in den Missionsschulen der Ewe-Sprache gegenüber der Kolonialsprache Deutsch den Vorzug gab. Zudem war die Mission um den Erhalt der traditionellen einheimischen Strukturen bemüht. Diese Haltung war nicht zuletzt durch den kolonialkritischen Missionsinspektor Franz Michael Zahn geprägt, der bis 1900 Leiter der Mission war. Die Förderung und der Erhalt der lokalen Strukturen war es denn auch, die nach der Aufteilung der ehemaligen deutschen Kolonie Togo nach Ende des Ersten Weltkriegs dem Zusammenschluss der christlichen Gemeinde in der ehemaligen deutschen Kolonie als „Evangelische Ewe-Kirche“ förderlich war. 
Nachdem Togo in eine britische (Britisch-Togoland) und eine französische (Französisch-Togo) Mandatszone aufgeteilt worden war, konstituierten die einheimischen Vertreter der Mission im Mai 1922 auf der ersten Synode der Missionen in Kpalimé die Evangelische Ewe-Kirche. Zugleich teilte sie sich auf in die Eglise Evangélique Presbytérienne du Togo (EEPT) auf dem Gebiet von Togo und die E. P. Church (Evangelical Presbyterian Church) als ghanaischen Teil der Kirche. Beide stellten sich jedoch unter der gemeinsamen Verfassung der „Evangelischen Ewe-Kirche“, die zu diesem Zeitpunkt 11.000 Gläubige umfasste. Zum Leiter und Synodalsekretär wurde Pastor Robert Kwami ernannt. Kwami war es auch, der 1932, kurz vor der Machtergreifung Hitlers, mit 150 Vorträgen in 82 Orten in Norddeutschland für Aufsehen sorgte. Diese  Vortragsreise, die von einer rassistischen Hetzkampagne der Nationalsozialisten in Oldenburg begleitet worden war, und die sogenannte Kwami-Affäre erregten nicht nur in Deutschland Aufsehen, auch niederländische und englische Tageszeitungen berichteten über dieses Vorspiel des Kirchenkampfes.
Nachdem die deutschen Missionare 1921 die ehemalige deutsche Kolonie hatten verlassen müssen, gestattete die britische Kolonialmacht der Norddeutschen Missionsgesellschaft in der Zeit von 1923 bis 1939, Mitarbeiter zu entsenden. Der Ausbruch des Zweiten Weltkriegs unterbrach erneut die Zusammenarbeit mit den deutschen Missionaren. Zu diesem Zeitpunkt hatte die Kirche in Britisch-Togo etwa 40.000, in Französisch-Togo rund 18.000 Mitglieder.
1954 wurde der Name der Evangelischen Ewe-Kirche umgeändert in Evangelisch-Presbyterianische Kirche. Der Eglise Evangélique Presbytérienne du Togo (EEPT) gehören aktuell ca. 150.000 Mitglieder an, sie hat 89 Pastorinnen und Pastoren. Die E. P. Church (Evangelical Presbyterian Church, Ghana) umfasst ca. 200.000 Gläubige.